# Krasnogorsk

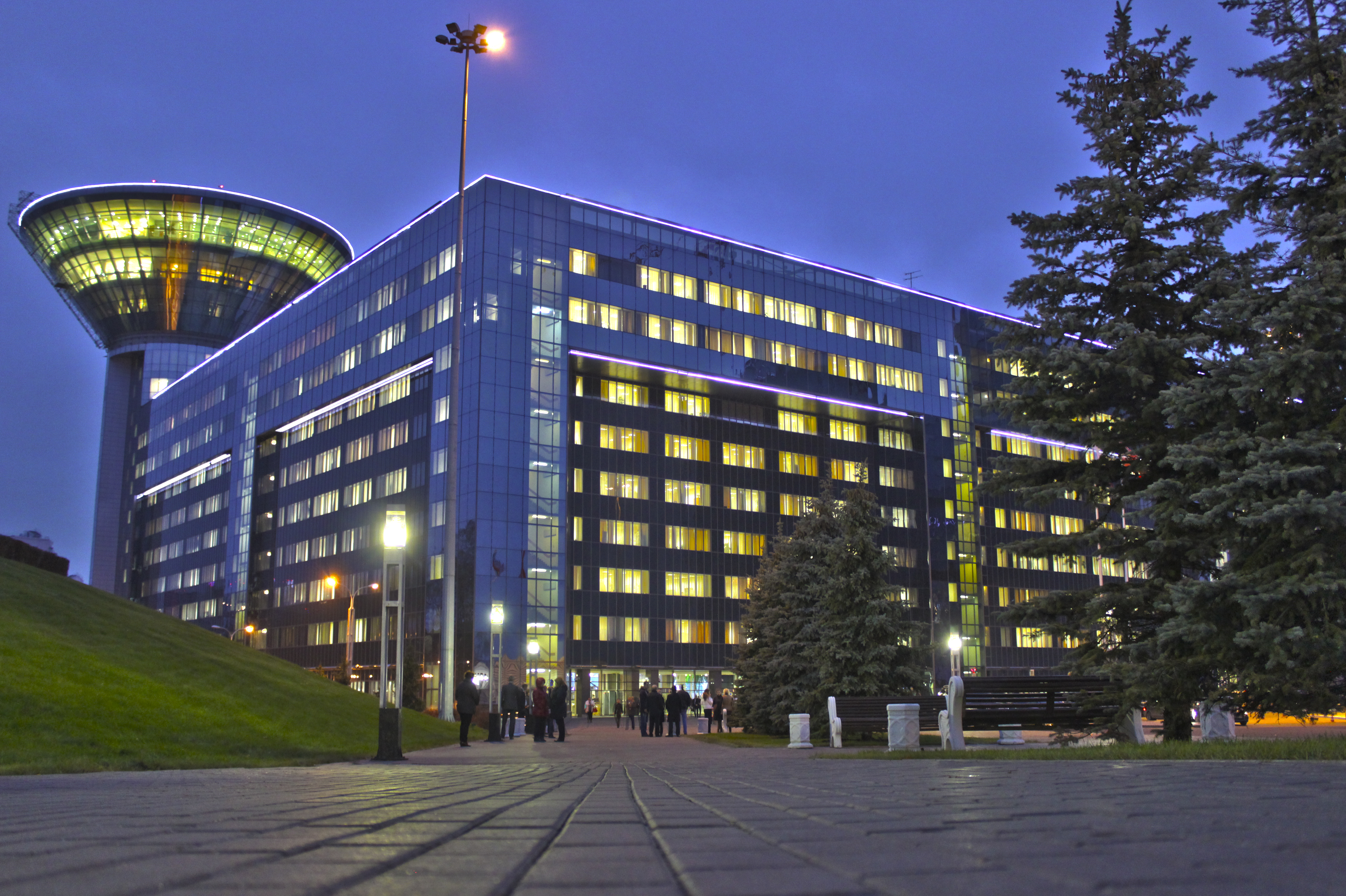
Edifici del govern de l'óblast de Moscou

Krasnogorsk (rus: Красногорск) és una ciutat i el centre administratiu del raion de Krasnogorsk a l'óblast de Moscou, Rússia, situada al riu Moskvà, al costat del límit nord-oest de Moscou. Té una població de 187.634 habitants (cens del 2021)

## Història
Aquí s'hi va establir un assentament de tipus urbà el 1932, al qual es va concedir l'estatus de ciutat el 1940.
A la dècada de 1940, l'Escola Central Antifeixista, en la qual molts comunistes estrangers estudiaven i feien conferències, es trobava a Krasnogorsk.
Després de la guerra, els científics alemanys de coets V2 que l'exèrcit soviètic havia capturat van ser portats aquí amb les seves famílies per treballar amb Xaraixka.

### Atemptat terrorista del 2024
El 22 de març de 2024, uns terroristes van obrir foc i van detonar explosius en un atac coordinat al local de música Crocus City Hall a Krasnogorsk, i hi van matar més de 100 persones i en van ferir un centenar més. L'Estat Islàmic - Província de Khorasan (IS-KP o ISIS-K), una filial regional de l'Estat Islàmic amb seu a l'Àsia central, va reivindicar-ne la responsabilitat.

## Estatut administratiu i municipal
En el marc de les divisions administratives, Krasnogorsk serveix com a centre administratiu del districte de Krasnogorsky. Com a divisió administrativa, juntament amb dues localitats rurals, està incorporada dins del districte de Krasnogorsky com la ciutat de Krasnogorsk. Com a divisió municipal, la ciutat de Krasnogorsk està incorporada dins del districte municipal de Krasnogorsky com a assentament urbà de Krasnogorsk.

## Economia
La ciutat és coneguda per l'empresa Krasnogorsky Zavod, que hi va produir les càmeres Zorki, Zenit i Krasnogorsk fins a principis de la dècada de 1990. L'escut ho reconeix amb un prisma i raigs de llum.
Krasnogorsk és una de les poques ciutats oblast que està connectada amb Moscou mitjançant el metro de Moscou. Està servit per l'estació de metro Myakinino (anomenada així per un poble proper).
Crocus Expo, el centre d'exposicions més gran de Rússia, es troba a Krasnogorsk.

## Educació i cultura
L'educació està representada per 18 escoles públiques i quatre escoles privades.
A Krasnogorsk hi ha el Palau de la Cultura de la Regió de Moscou, la Sala de Concerts Scarlet Sails amb una funció d'orgue (la Societat Filharmònica de Krasnogorsk té seu a la sala). Krasnogorsk té l'únic museu d'antifeixistes alemanys del país.

## Esports
La ciutat és la llar de l'equip de bandy Zorky Krasnogorsk, que són ex campions nacionals masculins (tres títols, un durant la Unió Soviètica, un durant la Comunitat d'Estats Independents (l'única temporada per a la qual es va jugar el títol) i un ja dins de Rússia). Després de tenir problemes financers, l'equip no va jugar a la Super League Russa Bandy 2016-17, però tornaria a la màxima divisió per a la temporada 2017-18. El club també ha estat campió nacional femení. El seu pavelló, el Zorky Stadium, té una capacitat de 8.000 persones. Del 7 al 9 de desembre de 2017, va acollir un torneig de quatre nacions.

## Persones notables
Krasnogorsk és el bressol de l'antic jugador d'hoquei rus Vladimir Petrov.
El lluitador nord-americà de MMA Jeff Monson va ser elegit al consell local el 2018. Va dir: "Vaig ser convidat pel partit Rússia Unida per presentar-me, però sóc independent. Malauradament, vaig saber que no hi ha comunistes al partit comunista a Rússia".

## Agermanaments
Krasnogorsk està agermanat amb:
- Antíbol, França
- Goirle, Països Baixos
- Höchstadt an der Aisch, Alemanya
- Karelitxi, Belarús
- Slivnitsa, Bulgària
- Tukums, Letònia
- Wągrowiec, Polònia